# N'Goussa
N'Goussa è un comune dell'Algeria, situato nella provincia di Ouargla.

## Località
Il comune è composto da 14 località:
- N'Goussa
- Frane
- El Bour
- Hassi El Khefif
- El Khobna
- Oglat Larbaa
- Ben Azzouz
- Debiche
- Hamraya
- Ouahda
- Chegga
- Hassi Maali
- El Koum
- Hassi Cheta